# Rose Blanche
Rose Blanche is een dorp in de Canadese provincie Newfoundland en Labrador. De plaats ligt aan de zuidkust van het eiland Newfoundland.

## Toponymie
Rose Blanche betekent letterlijk "witte roos" in het Frans. De naam is echter een verbastering van het oorspronkelijke Roche Blanche, dat "witte rots" betekent. De naam verwijst naar de typerende witte granietrotsen aan de rand van het dorp.

## Geografie
Rose Blanche maakt deel uit van de gemeente Rose Blanche-Harbour le Cou en is goed voor ruim vier vijfde van het inwoneraantal van de gemeente. De plaats ligt aan de oostoever van Rose Blanche Bay, net ten oosten van Diamond Cove en net ten zuiden van Harbour le Cou. De drie dorpen vormen samen een cluster van 382 inwoners (2021) aan het voorts zeer dunbevolkte westelijke gedeelte van Newfoundlands zuidkust.
Net ten zuiden van de dorpskern bevindt zich een steile landtong met daarop de bekende uit graniet gebouwde vuurtoren van Rose Blanche.

## Transport
Het dorp ligt op het eindpunt van provinciale route 470 die vanuit Channel-Port aux Basques zo'n 45 km oostwaarts loopt. Het dorp La Poile, dat nog oostelijker ligt, is enkel bereikbaar via de dagelijks vanuit Rose Blanche vertrekkende veerdienst. De veerboot heeft een capaciteit van 26 personen en de tocht duurt anderhalf uur.

## Gezondheidszorg
Gezondheidszorg wordt in het dorp aangeboden door de Rose Blanche Clinic. Deze lokale zorginstelling valt onder de bevoegdheid van de Newfoundland and Labrador Health Services (en tot april 2023 onder die van de gezondheidsautoriteit Western Health). Ze biedt de inwoners van Rose Blanche en omgeving alledaagse eerstelijnszorg aan. Het is een zogenaamde "reizende kliniek" (travelling clinic) die niet permanent bemand is maar geregeld geopend wordt door een bezoekend arts en een bezoekend gemeenschapsgezondheidsverpleegkundige (community health nurse) die verbonden zijn aan het Dr. Charles L. LeGrow Health Centre in Channel-Port aux Basques.

## Galerij

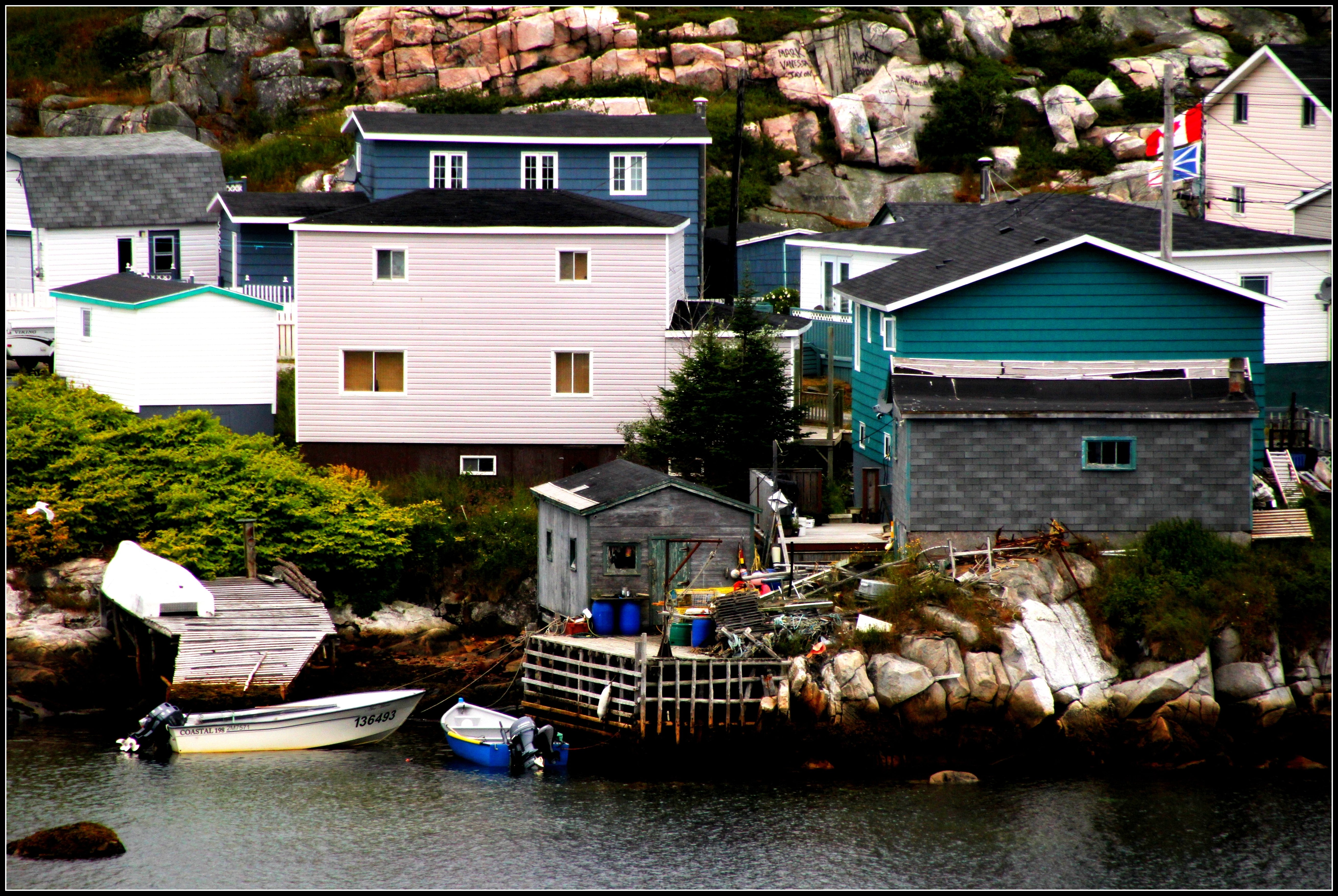
Enkele huizen aan de kust van Rose Blanche (2017)
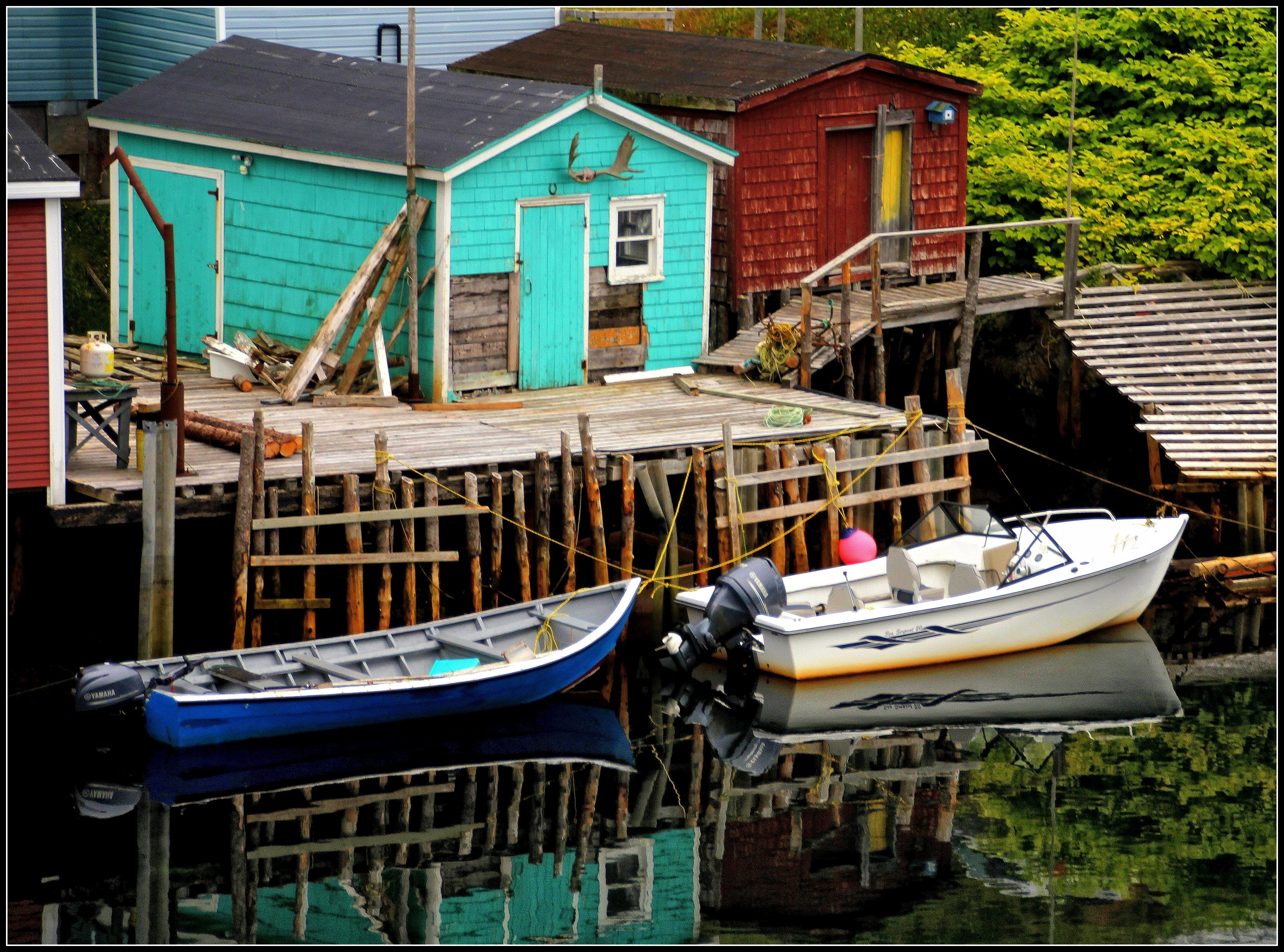
Houten visserijgebouwen (2017)
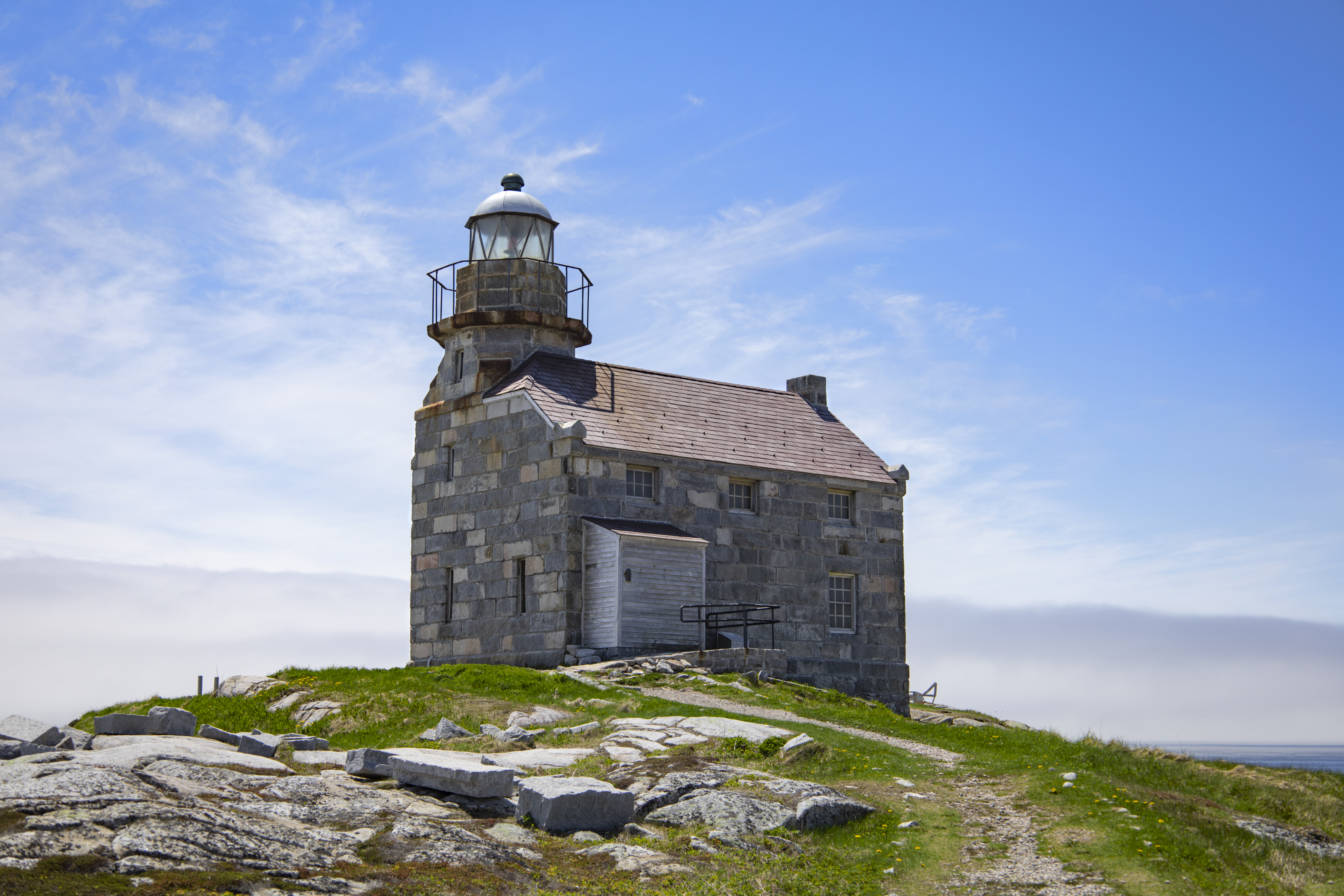
De granieten vuurtoren van Rose Blanche is gebouwd op de witte rotsen waarnaar het dorp genoemd is